# Solenopsia imitatrix
Solenopsia imitatrix är en stekelart som beskrevs av Erich Wasmann 1899. Solenopsia imitatrix ingår i släktet Solenopsia, och familjen hyllhornsteklar. Arten är reproducerande i Sverige.